# Catherine Doucet
Catherine Doucet (nacida como Catherine Green; 20 de junio de 1875 – 24 de junio de 1958) fue una actriz estadounidense. Apareció en 30 películas entre 1915 y 1954.[cita requerida] Hizo su primera aparición cinematográfica en As Husbands Go.
El trabajo de Doucet en Broadway comenzó en Brown of Harvard (1906) y terminó en Oh, Brother! (1945).
Doucet estuvo casada con Paul Doucet, "un destacado actor de ascendencia francesa" durante 14 años hasta su muerte de 1928.

## Filmografía
- From the Valley of the Missing (1915) - Mrs. Vandecar
- A Daughter of the Sea (1915) - Mrs.Rutland
- The Dragon (1916) - Mayme
- A Circus Romance (1916) - Zaidee
- Playing With Fire (1916) - Rosa Derblay
- The Steel Trail (1923) - Olga
- Beauty for Sale (1933) - Mrs. Gardner (Sin acreditar)
- As Husbands Go (1934) - Emmie Sykes
- Little Man, What Now? (1934) - Mia Pinneberg
- The Party's Over (1934) - Sarah
- Servants' Entrance (1934) - Anastasia Gnu
- Wake Up and Dream (1934) - Madame Rose
- Rendezvous at Midnight (1935) - Fernande
- Eight Bells (1935) - Aunt Susan
- Age of Indiscretion (1935) - Jean Oliver
- Accent on Youth (1935) - Miss Eleanor Darling
- Millions in the Air (1935) - Mrs. Waldo-Walker
- Esos tres (1936) - Mrs. Lily Mortar
- The Golden Arrow (1936) - Miss Pommesby
- Poppy (1936) - Countess Maggi Tubbs DePuizzi
- The Luckiest Girl in the World (1936) - Mrs. Rosalie Duncan
- The Longest Night (1936) - Mrs. Wilson G. Wilson, a Customer
- Man of the People (1937) - Mrs. Hattie Reid
- When You're in Love (1937) - Jane Summers
- Oh, Doctor (1937) - Martha Striker
- Jim Hanvey, Detective (1937) - Adelaide Frost
- It Started with Eve (1941) - Mrs. Pennington
- Nothing But the Truth (1941) - Mrs. Van Dusen
- There's One Born Every Minute (1942) - Minerva Twine
- The Dude Goes West (1948) - Grandma Crockett
- Hollow Triumph (1948) - Mrs. Nielson - Patient (Sin acreditar)
- Family Honeymoon (1949) - Mrs. Abercrombie
- Detective Story (1951) - Mrs. Farragut (Sin acreditar)